# Leucauge argentata
Leucauge argentata är en spindelart som först beskrevs av O. Pickard-Cambridge 1869.  Leucauge argentata ingår i släktet Leucauge och familjen käkspindlar. Utöver nominatformen finns också underarten L. a. marginata.